# PCC 7700/7800
PCC 7700/7800 – dwie serie 128 przegubowych tramwajów o konstrukcji wywodzącej się z tramwaju PCC. Tramwaje produkowano w latach 1971–1973 w zakładach La Brugeoise w Brugii oraz ACEC w Charleroi na zamówienie brukselskiego przewoźnika Maatschappij voor het Intercommunaal Vervoer te Brussel (MIVB). Tramwaje tego typu eksploatowane są wyłącznie w Brukseli.

## Historia
Pierwsze 98 tramwajów zbudowano jako jednokierunkowe, gdyż większa część brukselskiej sieci tramwajowej była przystosowana do takich wagonów. Istniała jednak możliwość zamontowania drugiej kabiny motorniczego w razie potrzeby. W późniejszym czasie dokonano przebudowy wagonów na dwukierunkowe poprzez wstawienie drugiego pulpitu sterowniczego oraz dodatkowych drzwi w drugim boku nadwozia. Po przebudowie tramwajom zmieniono numerację na nową, zaczynającą się od liczby 7700.

## Dostawy
| Państwo        | Miasto         | Typ            | Lata dostaw    | Liczba | Numery taborowe                   |
| -------------- | -------------- | -------------- | -------------- | ------ | --------------------------------- |
| Belgia         | Bruksela       | PCC 7700/7800  | 1972–1973      | 128    | 7701-7798 (7700) 7799-7827 (7800) |
| Łączna liczba: | Łączna liczba: | Łączna liczba: | Łączna liczba: | 128    |                                   |

## Eksploatacja
Tramwaje serii 7700/7800 obsługują brukselskie linie nr 39, 44, 93 i 97, a niekiedy również linie nr 51, 81 oraz 94.

## Galeria

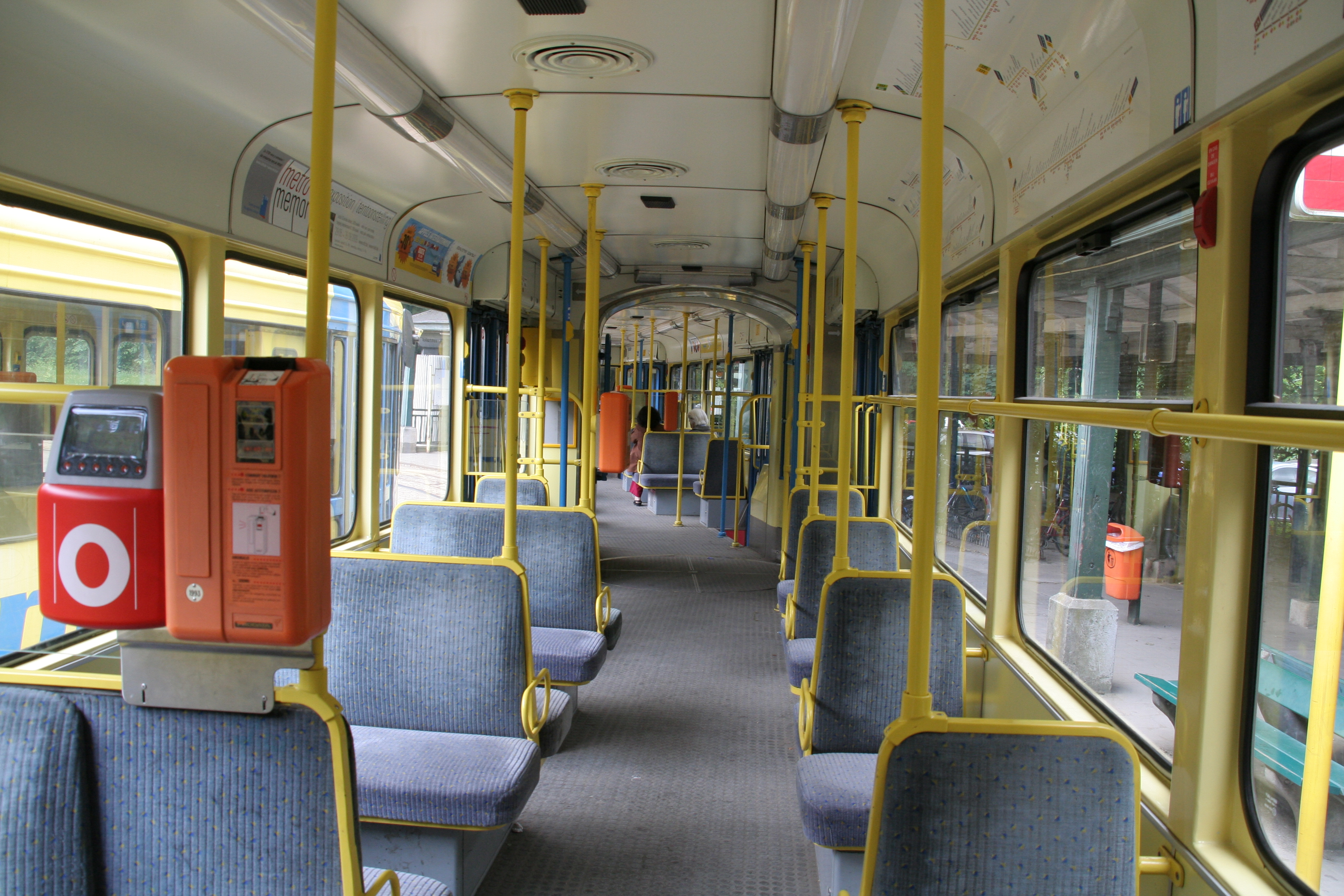
Wnętrze w barwach żółto-niebieskich z lat 90. XX wieku
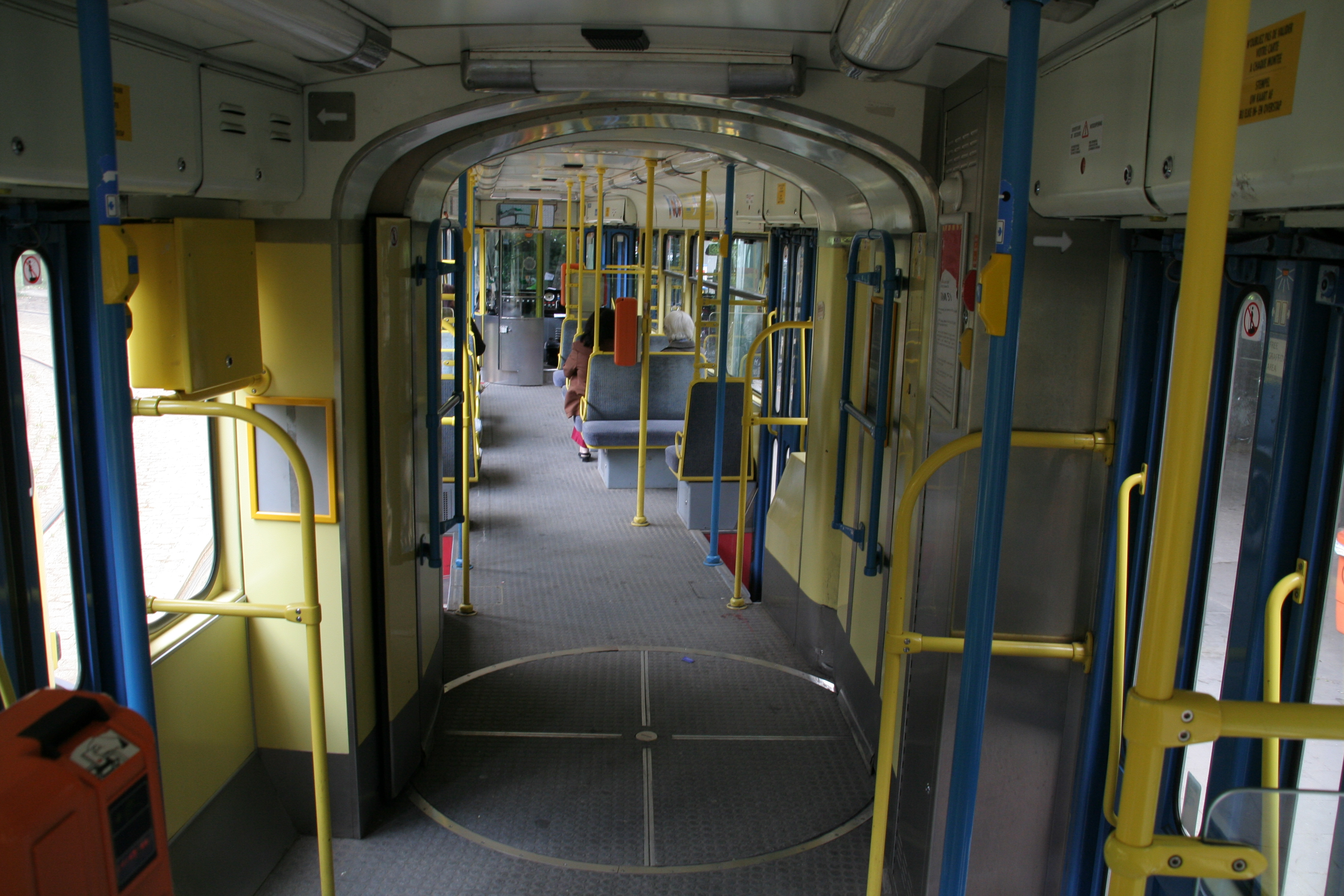
Wnętrze w barwach żółto-niebieskich z lat 90. XX wieku
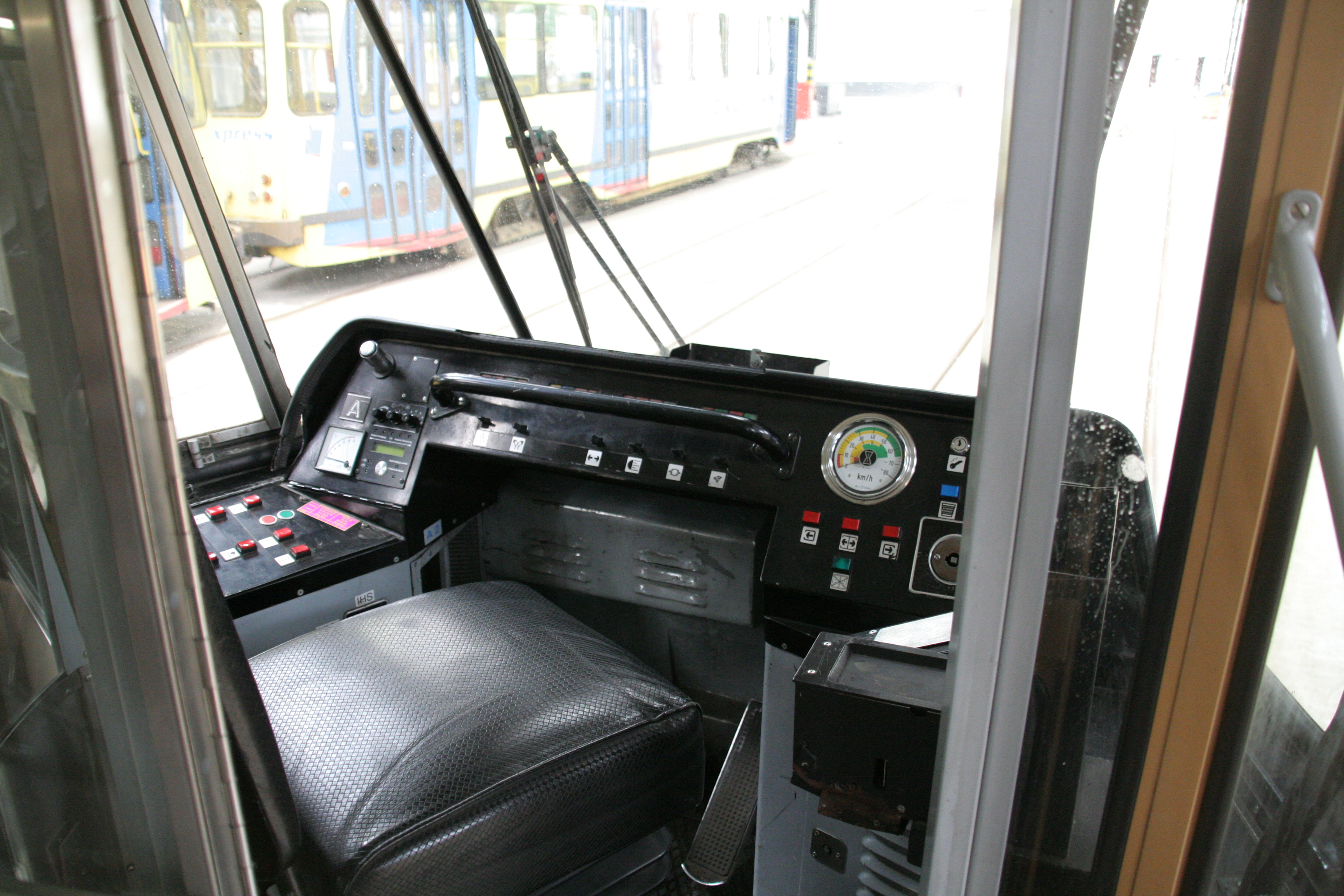
Pulpit sterowniczy
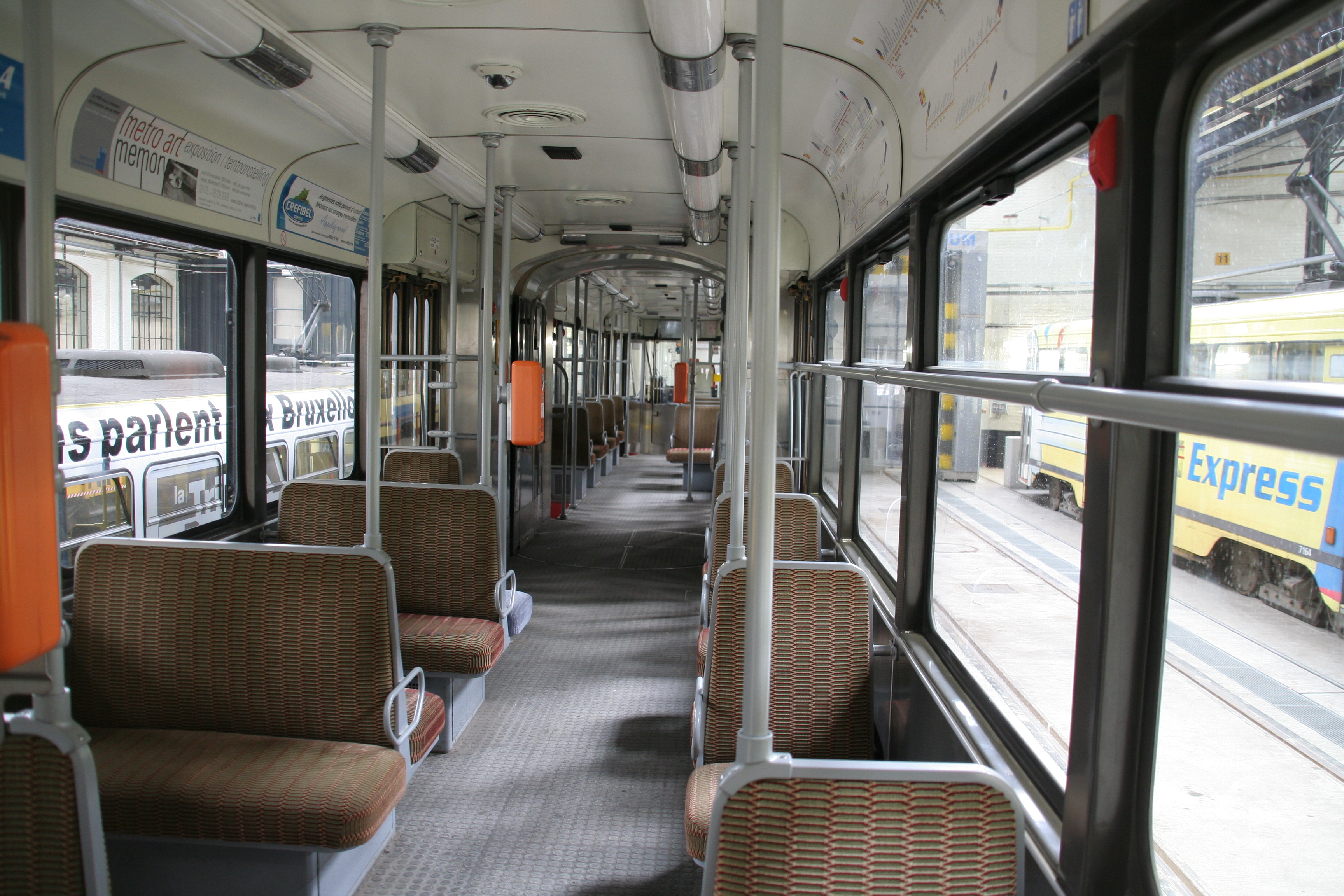
Wnętrze w nowych szarych barwach